# Преврат от Гуди
Превратът от Гуди (на гръцки: κίνημα στο Γουδί) е военен преврат в Гърция, извършен в нощта на 28 август (15 август стар стил) 1909 година, който започва от казармите в Гуди, източно предградие на Атина.
Превратът води до идването на власт на видния политик Елевтериос Венизелос и слага край на старата политическа система и поставя началото на нов период в най-новата гръцка история. През август и ноември 1910 година в резултат от новите избори Венизелос става премиер и провежда реформите, искани от превратаджиите. От преврата насетне гръцкия политически живот ще бъде доминиран от 2 противоположни сили: либерално-републикански венизелизъм и консервативен роялизъм.
Самият преврат е резултат от последиците от катастрофалната Гръцко-турска война (1897), финансови проблеми и липса на необходимите реформи. Натрупаните проблеми преливат в открито недоволство от политическата система. Начело на преврата е полковник Николаос Зорбас от Военната лига, който оглавява преврата с искания за незабавни промени в политическата система под заплахата на излизането на въоръжените сили от казармата в Гуди по улиците на Атина и блокирането на държавните институции.